# Championnat de France de gymnastique féminine des patronages
Le championnat de France de gymnastique féminine des patronages regroupe chaque année les associations sportives catholiques depuis la fin de la grande guerre. Ses palmarès ne sont actuellement identifiables qu'après la seconde guerre mondiale et l'apparition de la Fédération sportive de France. Antérieurement ces associations sont fédérées par le Rayon sportif féminin.

## Le Rayon sportif féminin (1919-1940)

Insigne de cadre RSF.

Dès la fin de la Grande Guerre en 1919 une Fille de la charité, sœur Roussel, demande à la Fédération gymnastique et sportive des patronages de France (FGSPF) un moniteur de gymnastique pour les Enfants de Marie du Raincy. Celle-ci lui délègue Félix Mathey, huit fois champion fédéral d'athlétisme et membre du CA Rosaire, qui présente à la fois les garanties techniques et morales nécessaires. Il prend en charge dès l’année suivante une seconde société parisienne, la Tour d’Auvergne. La gymnastique repose alors sur la gymnastique rythmique inspirée des écoles d'Irène Popard et Simon Siégel et des exercices athlétiques issus de la méthode de Georges Hébert : sauts, course et lancers. Seules les sections les plus riches pratiquent les barres parallèles dont l’usage est cependant vivement recommandé.

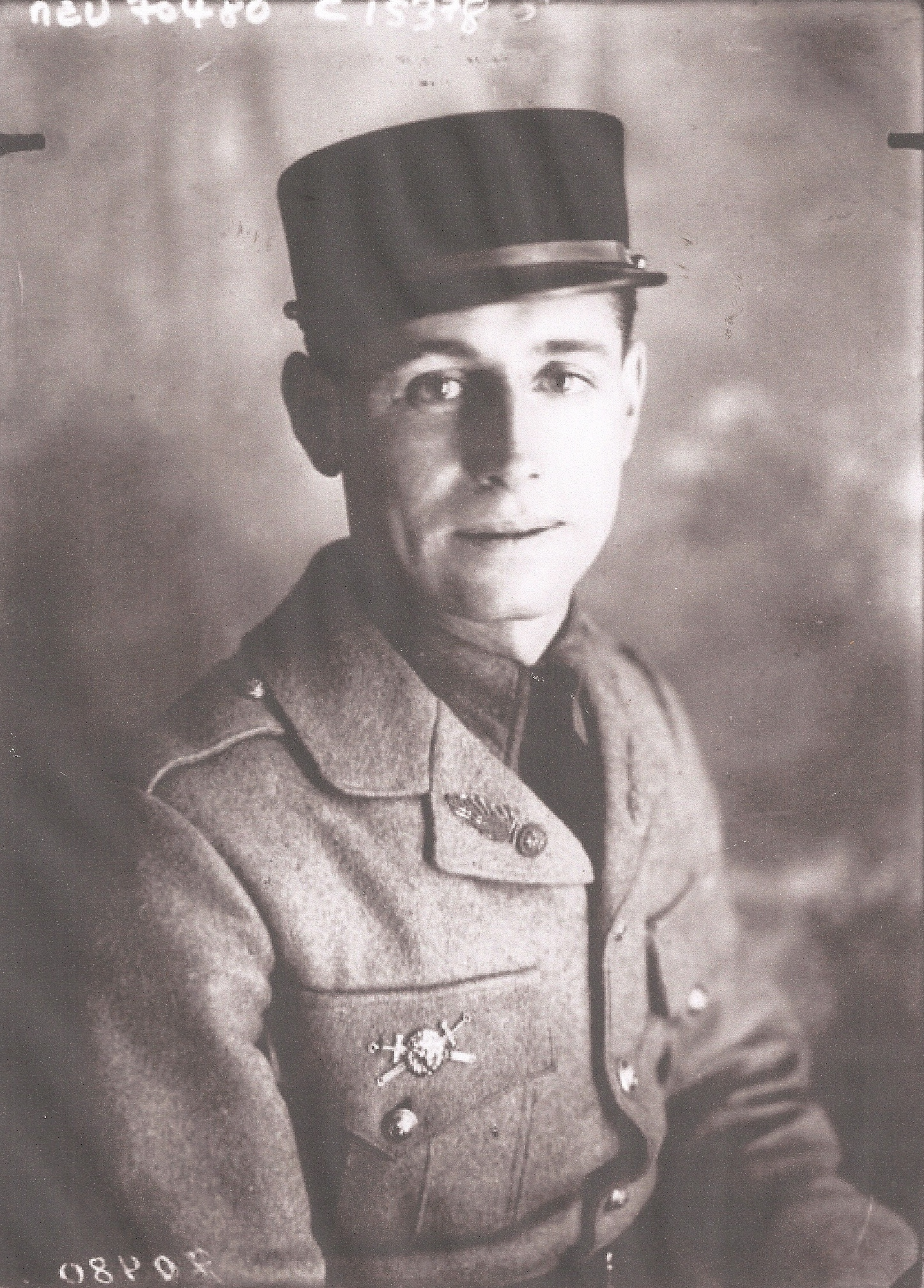
Félix Mathey, directeur technique du RSF.

Une fête annuelle regroupe chaque année au Raincy les sociétés parisiennes sous l’autorité de sœur Bouvier, avant d'émigrer au parc de Saint-Maur puis en province. Chaque équipe chante a cappella l'hymne du Rayon avant de se produire aux exercices d'ensembles et après 1921 chaque rassemblement est précédé tôt le matin de la prière à Jeanne d'Arc.
La FGSPF ne se désintéresse pas de ce développement ; en 1926, son congrès fait état d'une Fédération d'éducation physique féminine et de son union régionale d'Île-de-France dont le docteur Mayet, vice-président fédéral, assure le suivi mais c'est bien l'écusson du Rayon sportif féminin (RSF) qui est présenté au concours de Lyon en 1929 par le cardinal Gerlier. Cependant le mouvement n'est officiellement déclaré sous ce nom — qu'il utilise déjà depuis longtemps — qu'en 1931, le drapeau du RSF étant béni la même année par le chanoine Pasteau lors du concours d'Ivry. Cinq ans plus tard lors du festival de 1936 qui accueille de nombreuses sociétés venues de province Henri Sellier, ministre de la santé publique, remercie les Filles de la Charité « au nom de la France ». En 1939, cinquante-trois comités départementaux recensés organisent chacun leur festival annuel de gymnastique pour les 650 associations affiliées.

### Palmarès de 1921 à 1938

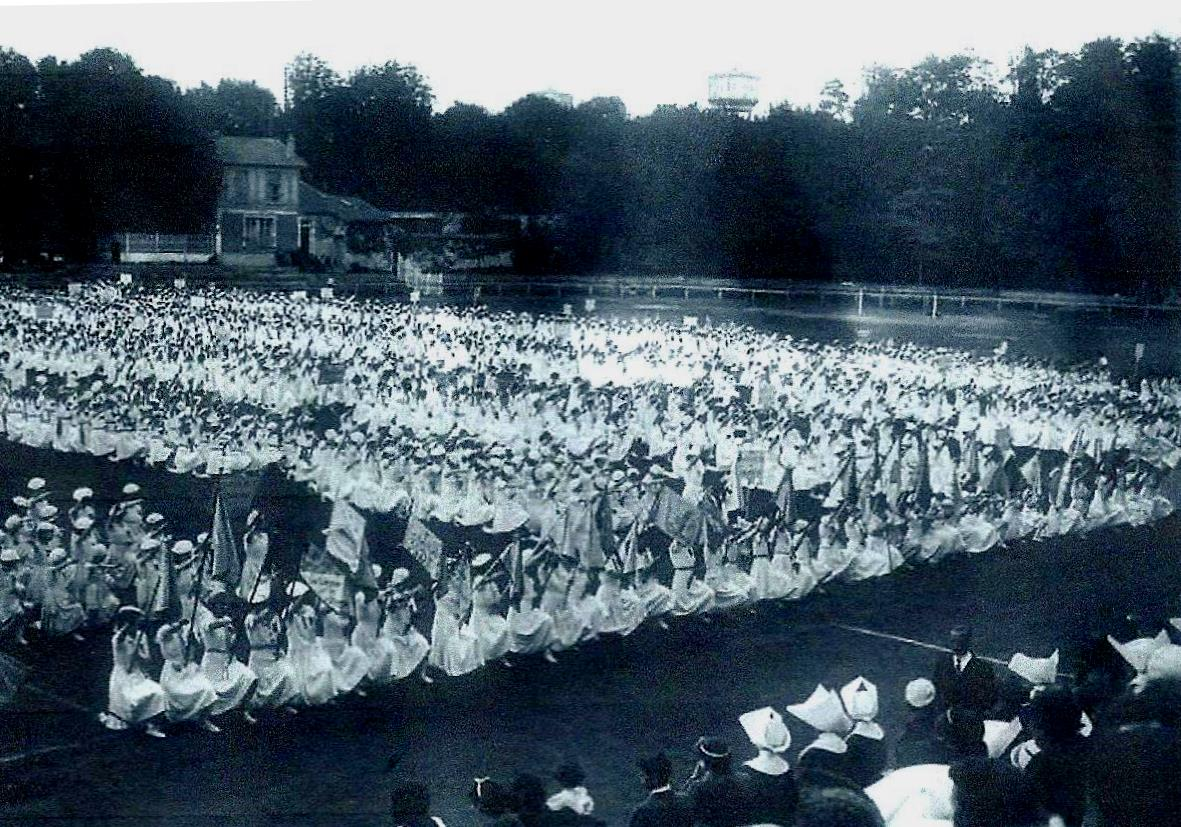
Concours du Rayon sportif féminin à Saint-Maur : prière à Jeanne d'Arc.

| Année | Lieu de la compétition | Association |  | Année | Lieu de la compétition | Association |
| ----- | ---------------------- | ----------- |  | ----- | ---------------------- | ----------- |
| 1921  | Le Raincy              |             |  | 1922  | Le Raincy              |             |
| 1923  |                        |             |  | 1924  |                        |             |
| 1925  |                        |             |  | 1926  |                        |             |
| 1927  |                        |             |  | 1928  |                        |             |
| 1929  | Lyon                   |             |  | 1930  |                        |             |
| 1931  | Ivry-sur-Seine         |             |  | 1932  |                        |             |
| 1933  |                        |             |  | 1934  |                        |             |
| 1935  |                        |             |  | 1936  | Porte d'Ivry           |             |
| 1937  |                        |             |  | 1938  |                        |             |
| 1939  | Le parc Saint-Maur     |             |  | 1940  |                        |             |

## La Fédération sportive de France (1947-1968)
Le régime de Vichy imposant dès 1940 la fusion des fédérations féminines et masculines, le RSF se voit contraint de rejoindre la FGSPF et cette fusion imposée est confirmée et actée démocratiquement le 22 mars 1947 sous le nom de Fédération sportive de France (FSF). Après cette date, les palmarès des championnats de France par équipe et individuels, organisés dans le même lieu, sont dument tenus à jour. La masse des licenciées et le nombre des gymnastes engagées impose plusieurs classements tant par équipes qu'individuellement. Le programme comporte alors : barres parallèles, saut de cheval, poutre, course de 60 mètres, lancer du poids et mouvements d'ensembles en musique. En 1952 la tunique fédérale orange obligatoire depuis le 22 janvier 1946 passe au blanc. En 1955 un second exercice collectif avec massues remplace le lancer du poids et, en 1958, les barres asymétriques se substituent aux barres parallèles. En 1963, alors que la barboteuse bouffante resserrée à la ceinture cède la place au justaucorps blanc sans manches et ras du cou, le championnat de France ouvert jusqu'ici aux seules gymnastes "Aînées" (cadettes, juniors et seniors) voit apparaître un classement "Jeunesses" ouvert aux benjamines et minimes et en 1965 un championnat par équipe "Promotion" alors que les épreuves d'athlétisme disparaissent définitivement du programme des championnats fédéraux. En compétition individuelle, où le titre reste décerné sur la catégorie "Honneur", d'autres compétitions sont créées par catégorie d'âge.

### Palmarès de 1947 à 1968

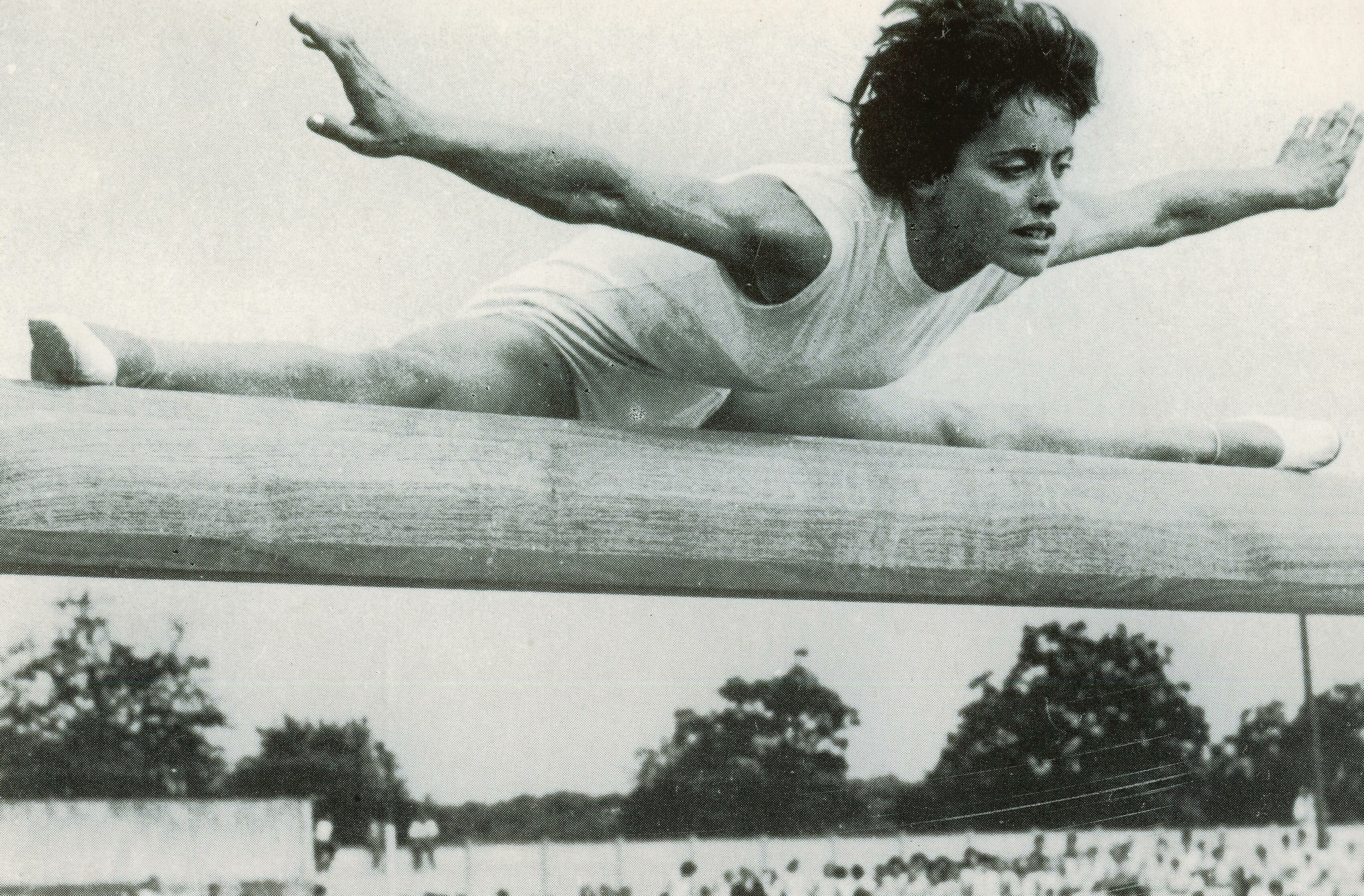
Christianne Portia, championne fédérale FSCF 8 fois consécutives (1958 à 1965), avec le justaucorps réglementaire.

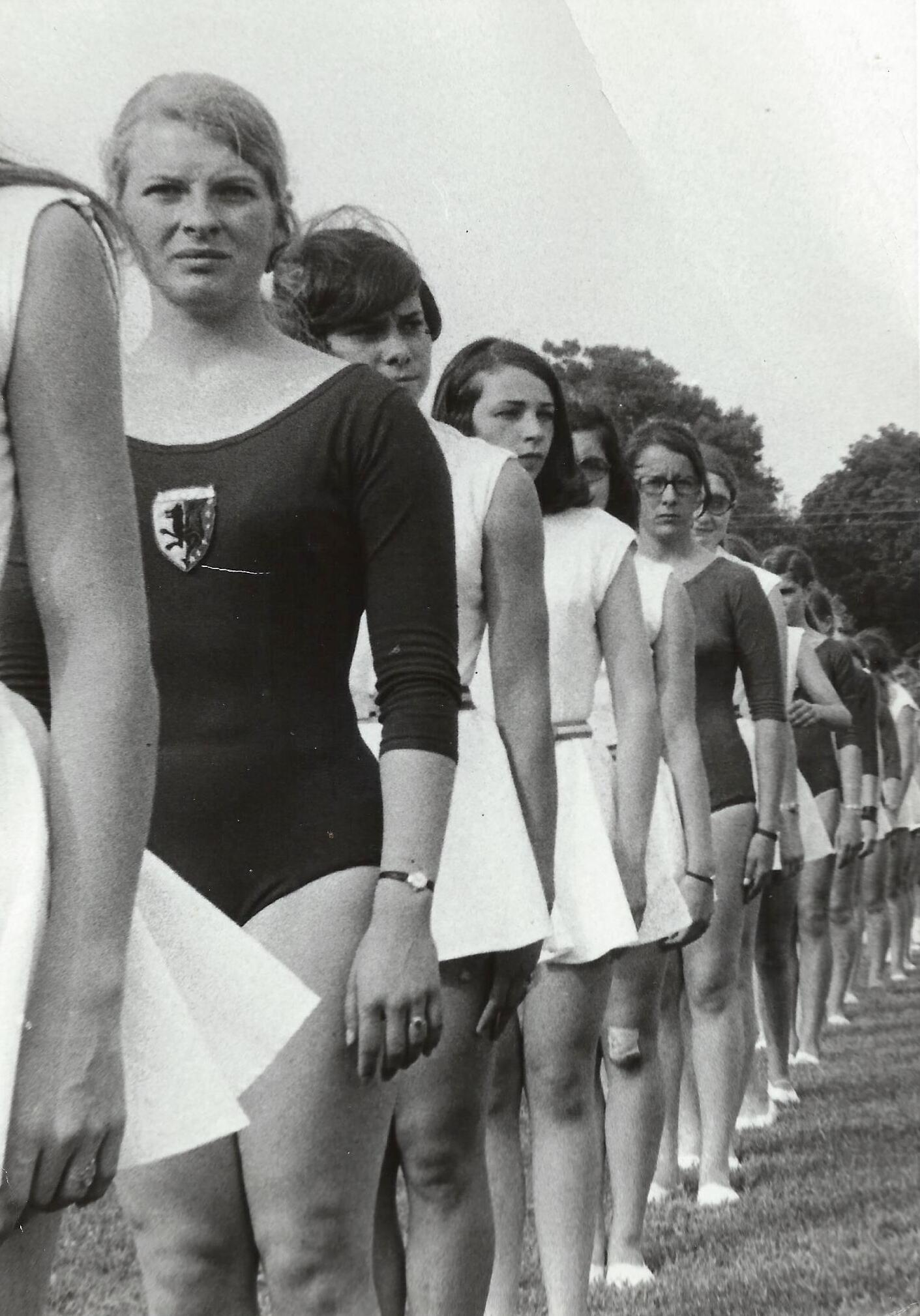
La fin des années 1960 : les derniers concours en plein air et les tenues blanches mêlées aux premiers justaucorps de couleurs.

Sources : programme fédéral :
| Année | Lieu de la compétition | Association championne               | Championne individuelle                   |
| ----- | ---------------------- | ------------------------------------ | ----------------------------------------- |
| 1947  | Paris                  |                                      | Ginette Frost (Nantes)                    |
| 1948  | Paris                  | Nicolaïte de Chaillot (Paris)        | Christiane Richardot (Paris)              |
| 1949  | Blois                  | Hirondelles (Villefranche-sur-Saône) | Christiane Richardot (Paris)              |
| 1950  | Besançon               | Alouettes (Sarcelles)                | Paulette Benic (Saint-Malo)               |
| 1951  | Paris                  | Hirondelles (Villefranche-sur-Saône) | Paulette Benic (Saint-Malo)               |
| 1952  | Strasbourg             | Hirondelles (Villefranche-sur-Saône) | Thérèse Boutet (Rennes)                   |
| 1953  | Dreux                  | Alouettes (Caluire)                  | Thérèse Boutet (Rennes)                   |
| 1954  | Saint-Servan           | Alouettes (Caluire)                  | Paulette Benic (Saint-Malo)               |
| 1955  | Auxerre                | Hirondelles (Villefranche-sur-Saône) | Paulette Benic (Saint-Malo)               |
| 1956  | Château-Gontier        | Hirondelles (Villefranche-sur-Saône) | Suzanne Lefort (Paris)                    |
| 1957  | Clermont-Ferrand       | Hirondelles (Villefranche-sur-Saône) | Thérèse Boutet (Paris)                    |
| 1958  | Évian                  | Hirondelles (Villefranche-sur-Saône) | Christiane Portia (Argenteuil)            |
| 1959  | Bergerac               | Hirondelles (Villefranche-sur-Saône) | Christiane Portia (Argenteuil)            |
| 1960  | Voiron                 | Hirondelles (Villefranche-sur-Saône) | Christiane Portia (Argenteuil)            |
| 1961  | Angers                 | Alouettes (Caluire)                  | Christiane Portia (Argenteuil)            |
| 1962  | Toul                   | Hirondelles (Villefranche-sur-Saône) | Christiane Portia (Argenteuil)            |
| 1963  | Royan                  | Alouettes (Caluire)                  | Christiane Portia (Argenteuil)            |
| 1964  | Poissy                 | Gentianes (Chambéry)                 | Christiane Portia (Argenteuil)            |
| 1965  | Autun                  | Alouettes (Caluire)                  | Christiane Portia (Argenteuil)            |
| 1966  | Dunkerque              | Chamois (Paris)                      | Marie-Thérèse Pillot (Montceau-les-Mines) |
| 1967  | Avranches              | Chamois (Paris)                      | Marie-Thérèse Pillot (Montceau-les-Mines) |
| 1968  | Supprimé               | titre non attribué                   | titre non attribué                        |

## La Fédération sportive et culturelle de France (à partir de 1968)
Le programme des compétitions par équipe évolue grandement au cours des années 1960 pour aboutir à l'aube de la création de la Fédération sportive et culturelle de France (FSCF) à un contenu conforme à la gymnastique contemporaine auquel reste toujours associé une production collective imposée, spécifique à cette fédération. Ce programme est fixé définitivement pour toutes les catégories de compétition lors du congrès de 1970. Chaque club présente alors à chaque épreuve les 14 mêmes gymnastes dont on retient à chaque fois les 12 meilleures notes. Ces compétitions qui se déroulent toujours en plein air sont parfois victimes des intempéries jusqu'en 1970. À la suite du championnat de Biarritz le cahier des charges impose aux organisateurs l'obligation de prévoir des emplacements couverts. En 1975, afin d'éviter le surmenage des gymnastes, les compétitions individuelles et par équipes se tiennent en deux lieux différents. Cependant la croissance des effectifs pose des problèmes d'organisation qui ne trouvent solution que dans la création, décidée en 1991, d'un "championnat Promotion II" organisé dans un lieu différent dès 1992 puis d'un "championnat Promotion III" en 1997.
Cette structuration perdure toujours en 2013 mais la composition des équipes est ramenée à 12 équipières dont 8 notes seulement sont prises en compte. En compétition individuelle une catégorie "Espoirs" — donnant lieu à un second titre de championne de France FSCF — est ouverte aux cadettes et minimes en 1994 alors que la catégorie "Honneur" est réservée aux juniors et seniors sans possibilité de surclassement. Ce championnat a conservé des particularités fortes. Le drapeau de la fédération est confié pour l'année qui suit à l'association championne : être champion c'est "avoir le drapeau". Il se termine le samedi par une soirée festive pour les 3 à 4 000 participantes, un défilé en ville le dimanche matin suivi d'un temps de réflexion et un festival l'après-midi dont l'apothéose est la réalisation simultanée de la production collective (dite exercice d'ensemble) par les associations présentes.

### Palmarès à partir de 1969

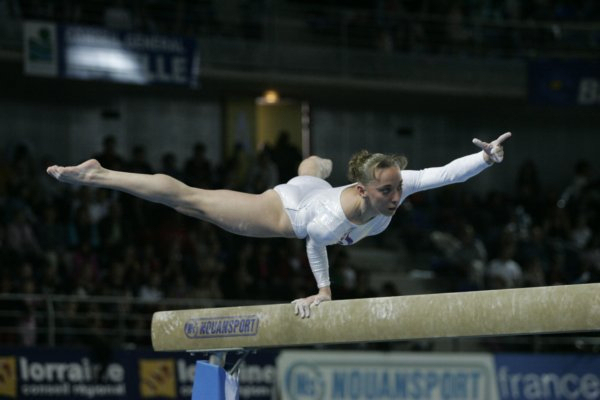
Magaly Hars, championne de France FSCF et FICEP.

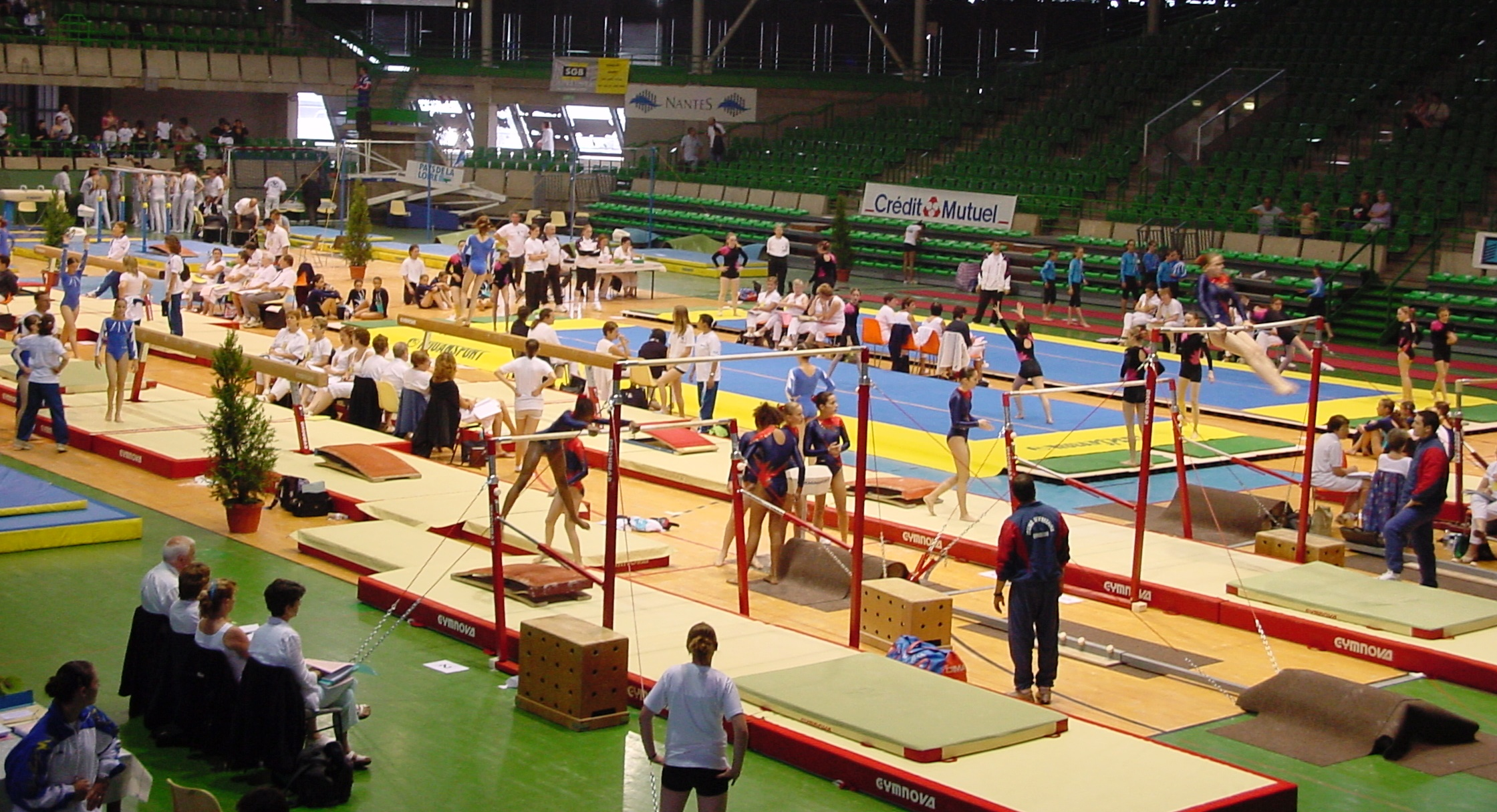
Salle de compétition à Saint-Sébastien-sur-Loire en 2009.

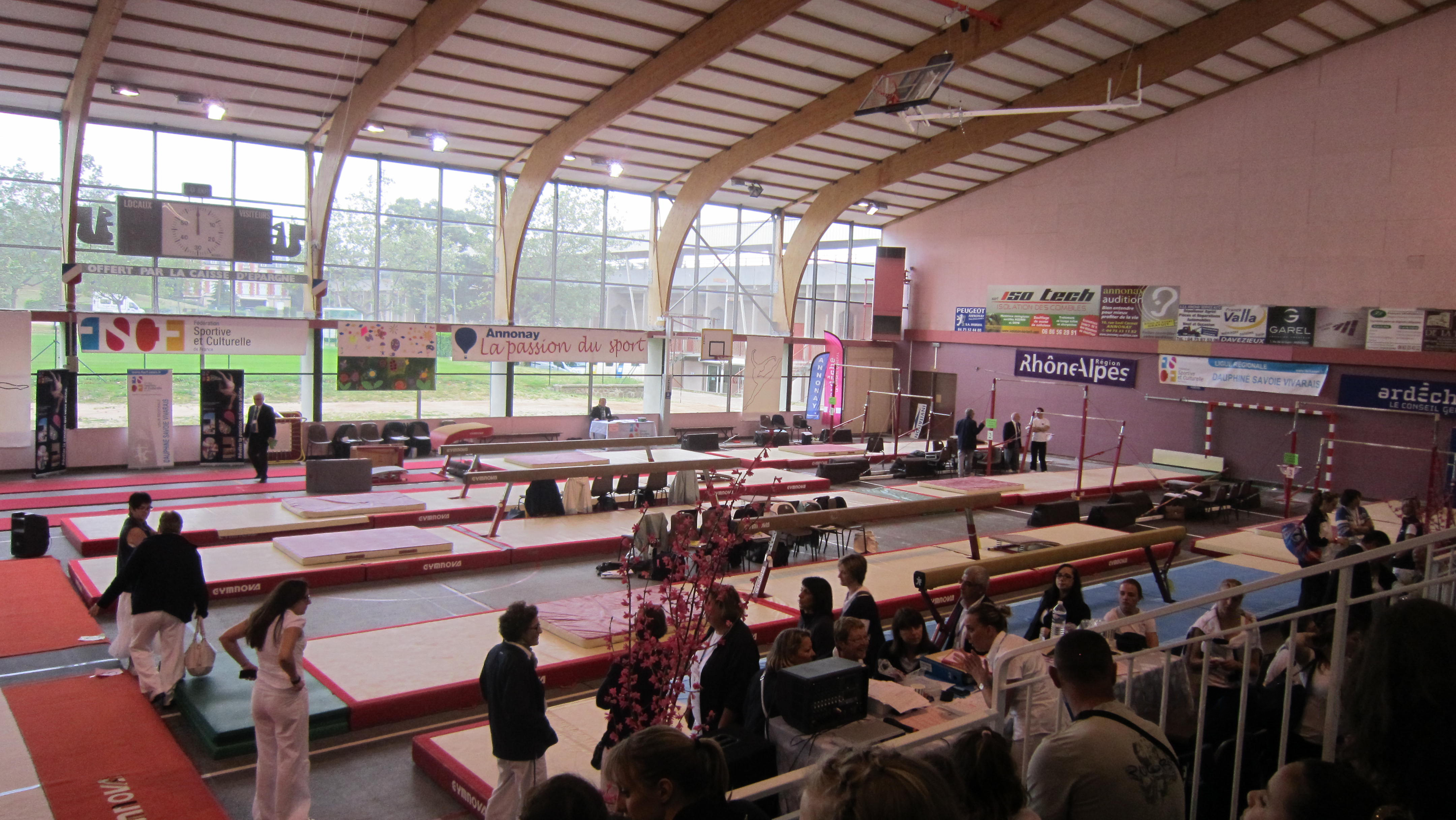
Salle de compétition à Roiffieux en 2013.

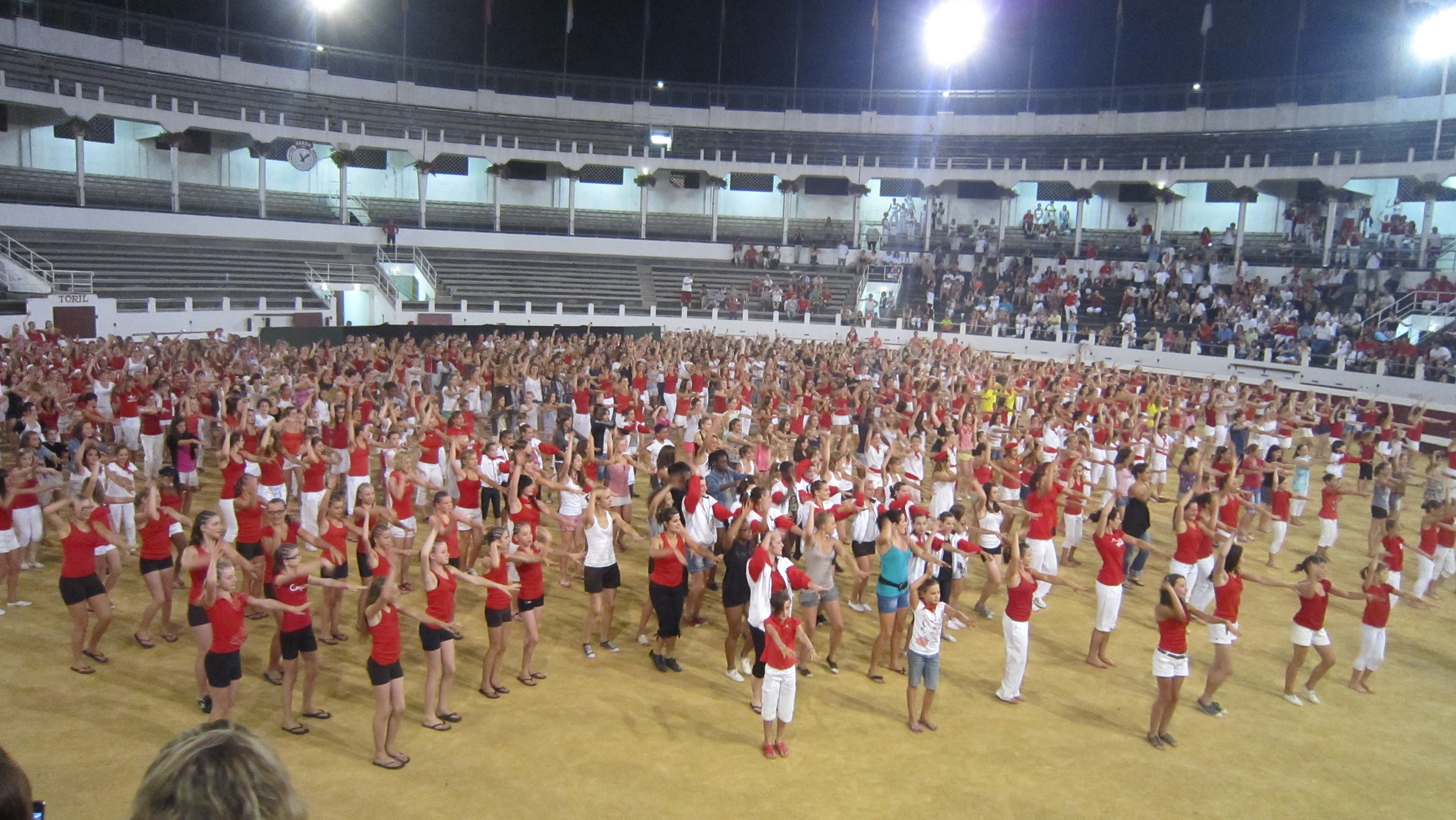
Les festivités dans les arènes de Dax en 2011.

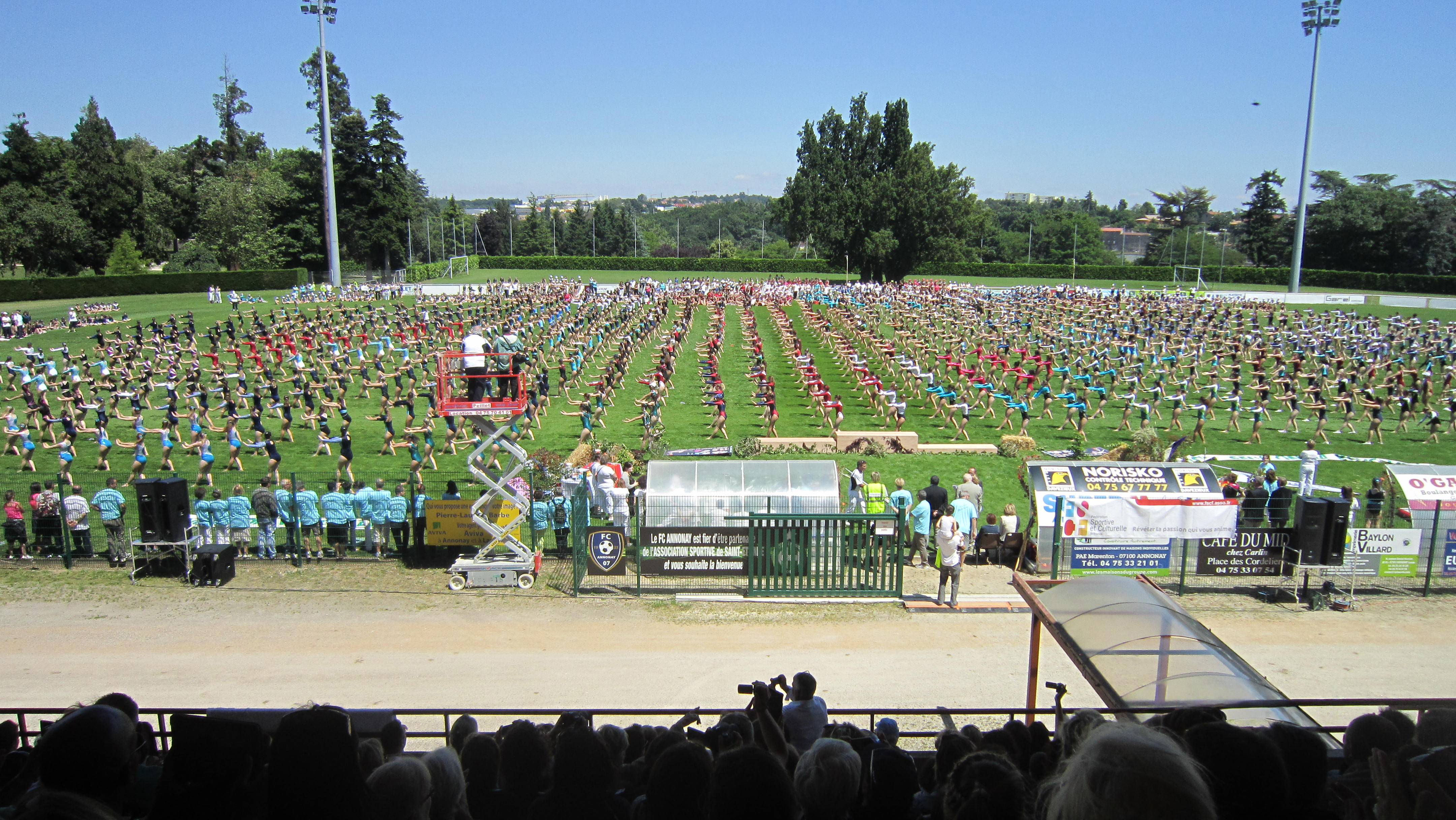
Les exercices d'ensemble à Roiffieux en 2013.

Sources : programme fédéral :
| Année | Lieu de la compétition     | Association championne                     | Lieu de la compétition    | Championne individuelle                           |
| ----- | -------------------------- | ------------------------------------------ | ------------------------- | ------------------------------------------------- |
| 1969  | Vittel                     | Hirondelles sportives (Montceau-les-Mines) | Idem                      | Marie-Thérèse Nallet (Montceau-les-Mines)         |
| 1970  | Biarritz                   | Hirondelles sportives (Montceau-les-Mines) | Idem                      | Claudine Legay (Enghien)                          |
| 1971  | Lons-le-Saunier            | Relève (Angers)                            | Idem                      | Anne Jehier (Angers)                              |
| 1972  | Le Mans                    | Relève (Angers)                            | Idem                      | Bozena Domasewska (Sucy-en Brie)                  |
| 1973  | Grenoble                   | Relève (Angers)                            | Idem                      | Claudine Legay (Enghien)                          |
| 1974  | La Ferté-Macé              | Relève (Angers)                            | Idem                      | Claudine Moulineau (Angers)                       |
| 1975  | Pau                        | Relève (Angers)                            | Cholet                    | Frédérique Giraudeau (Enghien)                    |
| 1976  | Vannes                     | Jeune France (Cholet)                      | Poissy                    | Frédérique Giraudeau (Enghien)                    |
| 1977  | Saint-Brieuc               | Relève (Angers)                            | Angers                    | Frédérique Giraudeau (Enghien)                    |
| 1978  | Saint-Chamond              | Relève (Angers)                            | Pau                       | Claire Monteil (Angers)                           |
| 1979  | Poissy                     | Relève (Angers)                            | Chambéry                  | Hélène Morgat (Paris)                             |
| 1980  | Bourgoin-Jallieu           | Relève (Angers)                            | Cholet                    | Agnès Brun (Chambéry)                             |
| 1981  | Annecy                     | Relève (Angers)                            | Brest                     | Agnès Brun (Chambéry)                             |
| 1982  | Pau                        | Relève (Angers)                            | Chambéry                  | Agnès Brun (Chambéry)                             |
| 1983  | Saint-Servan               | Alouettes (Caluire)                        | Villefranche-sur-Saône    | Hélène Morgat (Paris)                             |
| 1984  | Châlons-sur-Marne          | Relève (Angers)                            | Audincourt                | Hélène Morgat (Paris)                             |
| 1985  | Armentières                | Relève (Angers)                            | Strasbourg                | Élisabeth Tanghe (Dunkerque)                      |
| 1986  | Saint-Étienne              | Relève (Angers)                            | Chambéry                  | Élisabeth Tanghe (Dunkerque)                      |
| 1987  | Annecy                     | Hirondelles (Villefranche-sur-Saône)       | Sablé-sur-Sarthe          | Christèle Danneville (Querqueville)               |
| 1988  | Limoges                    | Hirondelles (Villefranche-sur-Saône)       | Chartres                  | Christèle Danneville (Querqueville)               |
| 1989  | Saint-Sébastien-sur-Loire  | Cran (Tassin)                              | Chambéry                  | Corine Peyre (Dax)                                |
| 1990  | Poitiers                   | Gentianes (Chambéry)                       | Dax                       | Caroline Kine (Dunkerque)                         |
| 1991  | Lyon                       | Cran (Tassin)                              | Audincourt                | Caroline Kine (Dunkerque)                         |
| 1992  | Châlons-sur-Marne          | Hirondelles (Villefranche-sur-Saône)       | Chartres                  | Laetitia Nézan (Dunkerque)                        |
| 1993  | Audincourt                 | Jeanne d'Arc (Estaires)                    | Feurs                     | Caroline Kine (Dunkerque)                         |
| 1994  | Chambéry                   | Jean-Bart (Dunkerque)                      | Châlons-sur-Marne         | Patty Popieul (Dunkerque)                         |
| 1995  | Saint-Sébastien-sur-Loire  | ASC Bonne Garde (Nantes)                   | Arsac                     | Christine Lefebvre (Estaires)                     |
| 1996  | Épinal                     | Jean-Bart (Dunkerque)                      | Limoges                   | Magaly Hars (Dunkerque)                           |
| 1997  | Schiltigheim               | Hirondelles (Villefranche-sur-Saône)       | Chartres                  | Marie-Christine Dehaene (Estaires)                |
| 1998  | Poissy                     | Hirondelles (Villefranche-sur-Saône)       | Chambéry                  | Magaly Hars (Dunkerque) Émilie Schutt (Dunkerque) |
| 1999  | Cholet                     | ASC Bonne Garde (Nantes)                   | Estaires                  | Fanny Perceval (Chambéry)                         |
| 2000  | Chambéry                   | Gentianes (Chambéry)                       | Pontarlier                | Fanny Perceval (Chambéry)                         |
| 2001  | Beaucouzé                  | Gentianes (Chambéry)                       | Saint-Jean-de-Luz         | Charlotte Catoire (Dunkerque)                     |
| 2002  | Poissy                     | Gentianes (Chambéry)                       | Estaires                  | Émilie Schutt (Dunkerque)                         |
| 2003  | Limoges                    | Jean-Bart (Dunkerque)                      | Dax                       | Laëtitia Willocq (Dunkerque)                      |
| 2004  | Schiltigheim               | Jean-Bart (Dunkerque)                      | Saint-Marcellin           | Claire Lebrun (Nantes)                            |
| 2005  | Saint-Sébastien-sur-Loire  | Jeanne d'Arc (Estaires)                    | Raon l'Etape              | Déborah Catoire (Dunkerque)                       |
| 2006  | Estaire                    | Jean-Bart (Dunkerque)                      | Couéron                   | Hélène Caron (Estaires)                           |
| 2007  | Chambéry                   | Jean-Bart (Dunkerque)                      | Saint-Laurent du Pont     | Hélène Caron (Estaires)                           |
| 2008  | Bruz                       | Jeanne d'Arc (Estaires)                    | Baugé                     | Alexandra Calvi (Saint-Pierre d'Albigny)          |
| 2009  | Saint-Sébastien-sur-Loire  | Jeanne d'Arc (Estaires)                    | La Tour du Pin            | Hélène Caron (Estaires)                           |
| 2010  | La Motte-Servolex          | Jeanne d'Arc (Estaires)                    | Lanester                  | Hélène Caron (Estaires)                           |
| 2011  | Dax                        | Jeanne d'Arc (Estaires)                    | Cysoing                   | Hélène Caron (Estaires)                           |
| 2012  | Besançon                   | Jeanne d'Arc (Estaires)                    | Wasselonne                | Hélène Caron (Estaires)                           |
| 2013  | Roiffieux                  | Jeanne d'Arc (Estaires)                    | Bruz                      | Hélène Caron (Estaires)                           |
| 2014  | Arnas                      | Jeanne d'Arc (Estaires)                    | Flers                     | Mélanie Maillard (Dunkerque)                      |
| 2015  | Saint-Sébastien-sur-Loire  | Jeanne d'Arc (Estaires)                    | Saint-Nazaire             | Justine Manigaud (Limoges)                        |
| 2016  | Limoges                    | Jeanne d'Arc (Estaires)                    | Cysoing                   | Hélène Caron (Estaires)                           |
| 2017  | Angers                     | Jeanne d'Arc (Estaires)                    | La Motte-Servolex         | Camille Veraghe (Estaires)                        |
| 2018  | Bourgoin-Jallieu           | Jeanne d'Arc (Estaires)                    | Saint-Étienne             | Hélène Caron (Estaires)                           |
| 2019  | Limoges                    | ASC Bonne Garde (Nantes)                   | Saint-Sébastien-sur-Loire | Éléa Relet (Saint-Sébastien-sur-Loire)            |
| 2020  | Annulé                     | Néant                                      | Annulé                    | Néant                                             |
| 2021  | Annulé                     | Néant                                      | Annulé                    | Néant                                             |
| 2022  | Bruz                       | ASC Bonne Garde (Nantes)                   | Limoges                   | Awenna Aymard (Le Palais-sur-Vienne)              |
| 2023  | Saint-Sébastien-sur-Loire  | ASC Bonne Garde (Nantes)                   | Beaune                    | Typhaine Gloanec-Choisnet (ASC Bonne Garde)       |
| 2024  | Arnas                      | ASC Bonne Garde (Nantes)                   | Saint-Romain-en-Gal       | Jana Eon (Cambronnaise de Saint-Sébastien)        |
| 2025  | Feurs / Montrond-les-Bains | Vendée Gymnastique (Les Herbiers)          | Les Herbiers              | Daphné Bardon (ASC Bonne Garde)                   |

### La présidence de la Commission technique de gymnastique féminine
Se sont succédé à la présidence de la commission fédérale de gymnastique féminine (CFGF) :
- Olga Batany (1946-1948) ;
- Gabriel Maucurier (1948-1953) ;
- Geneviève Lespagnol (1953-1956) ;
- Jeanne Mamie (1956-1976) ;
- Annick Louvard (1976-1996) ;
- À partir de 1996 la commission est gérée pour deux ans par un triumvirat : Annick Louvard, Monique Lafargue et Daniel Grünenwald ;
- Marie-Noëlle Cottalorda (1998-2016)[9].

## La Fédération internationale catholique d'éducation physique et sportive
Après la Seconde Guerre mondiale, l'Union internationale des œuvres catholiques d’éducation physique (UIOCEP) prend le nom de Fédération internationale catholique d’éducation physique et sportive (FICEP) le 6 janvier 1947. Gabriel Maucurier assume la présidence de la commission technique et Marie-Thérèse Eyquem celle de la commission féminine. Depuis 1960 à Maastricht les meilleures gymnastes de la FSCF rencontrent leurs homologues des fédérations sportives catholiques européennes dans le cadre des Jeux de la FICEP et des rencontres bilatérales placées sous l'égide de celle-ci dans les périodes intermédiaires.

### Lien
http://www.fscf.asso.fr/commission-technique-nationale-gymnastique-feminine